# VI. Alfonz kasztíliai király
VI. (Bátor, Vitéz) Alfonz (Santiago de Compostela, 1040. június – Toledo, 1109. július 1.) leóni (1065 – 1109), majd kasztíliai (1072 – 1109) király a Navarrai-házból származott.

## Élete
Apja, I. (Nagy) Ferdinánd (1016? 1018? – 1065) Kasztília és León királya, édesanyja Sancha (1013? – 1067), a Kantábriai – házból származó V. Alfonz leóni királynak és első feleségének, Elvira Menéndez de Melandának (? – 1022) a leánya. Az apja a halálakor az általa uralt területeket a három fia között felosztottta: II. (Erős) Sancho (1037? – 1072) Kasztília királya, VI. Alfonz León királya, míg García (1042? – 1090) Galicia királya lett.
Idővel II. Sancho a testvérei ellen fordult: Garcíát el tudta űzni Galiciából, sőt 1072-ben VI. Alfonzt is Leónból, aki a mórokhoz – Toledóba – menekült, ezért egyes források – szintén II. Sancho néven – leóni királyként is említik őt. Azonban még ebben az évben (1072), Zamora ostrománál, II. Sanchót egy lovag meggyilkolta, akit – állítólag – korábban a király megsértett.
II. Sancho leszármazó hátrahagyása nélkül halt meg, ezért a Leónba visszatérő öccse, VI. Alfonz lett az utóda, aki szintén VI. Alfonz néven uralkodott Kasztíliában. (VI. Alfonz a legfiatalabb testvért, a II. Sancho által Galiciából elűzött Garcíát, nem engedte vissza a galiciai trónra, hanem élete végéig fogságban tartotta.)
A király sikeres harcokba kezdett a mórok ellen: ennek eredményeképpen, 1085-ben, visszafoglalta tőlük Toledó városát, az egykori nyugati gót (avagy vizigót) királyság gyöngyszemét. (Az önbizalom hiánnyal egyáltalán nem küszködő király már a korábbi, eredményes, mórok elleni harcai közben, 1077-ben, saját magát Hispánia császárává nyilvánította.)
A VI. Alfonz sikereitől megrémült hispániai mór királyságok („taifák”) uralkodói (a Córdobai Kalifátus 1031-ben már felbomlott) az észak-afrikai Almorávidáktól (egy berber származású muzulmán dinasztiától) kértek segítséget, akik partra is szálltak a Pireneusi-félszigeten: 1086-ban a dinasztia feje, Yusuf ibn Tashfin (1009? – 1106) emír vezetésével Sagrajasnál – arab elnevezés szerint: az-Zallaqah – hatalmas győzelmet arattak a kasztíliai király felett. Sőt, az Almoravidáknak az Abu Tahir Tamim ibn Yusuf (? – ?) granadai kormányzó, a sagrajasi győztes fiának irányította serege 1108-ban, Uclés mellett legyőzte a Sancho trónörökös (? – 1108), VI. Alfonz fia vezette kasztíliaiakat, maga Sancho infáns is elesett az ütközetben. Ezek a vereségek – időlegesen – visszavetették a reconquistának – a Pireneusi-félsziget móroktól való visszafoglalásának – évszázadok óta tartó folyamatát.
VI. Alfonz egyébként – apjához hasonlóan – az egyházi életben a clunyi reformokat, a királyságok szervezetén belül pedig a városok fejlődését támogatta.
VI. Alfonz utóda a lánya lett, Urraca (1080? 1082? – 1126) királynő, akinek az édesanyja VI. Alfonz második felesége volt, Burgundiai Konstancia (1046 – 1093), I. Róbert (? – 1076) herceg lánya. (VI. Alfonz pedig Konstanciának a második férje.) Ő a Burgundi Hercegséget uraló Capet hercegi házból származott, amely dinasztia a francia királyokat adó Capeting-ház oldalága volt.